# Paşaköy, Şefaatli
Paşaköy là một thị trấn thuộc huyện Şefaatli, tỉnh Yozgat, Thổ Nhĩ Kỳ. Dân số thời điểm năm 2010 là 1.146 người.